# Скръвеница
Скръвеница (на сръбски: Скрвеница или Skrvenica) е село в Западните покрайнини, община Цариброд, Пиротски окръг, Сърбия. През 2011 година населението му е 24 души, през 2002 година то е 32 жители, докато през 1991 е било 61 души. В селото живеят предимно българи.

## История
В съкратен регистър на Пиротския кадилък от 1530 година Скръвениче е отбелязано като село с 3 домакинства и един неженен жител.

## Личности
Родени в Скръвеница
- Сотир Борисов Станков (1915 - ?), кмет на Сливница през 1945 година.[3]